# قرآن کریم (ترجمه مجتبوی)
قرآن کریم با ترجمهٔ سیدجلال الدین مجتبوی یکی از ترجمه‌های قرآن است که در سال ۱۳۸۸ منتشر و در مراسم کتاب سال جمهوری اسلامی ایران به‌عنوان کتاب برگزیده معرفی شد.